# 러빙 컵

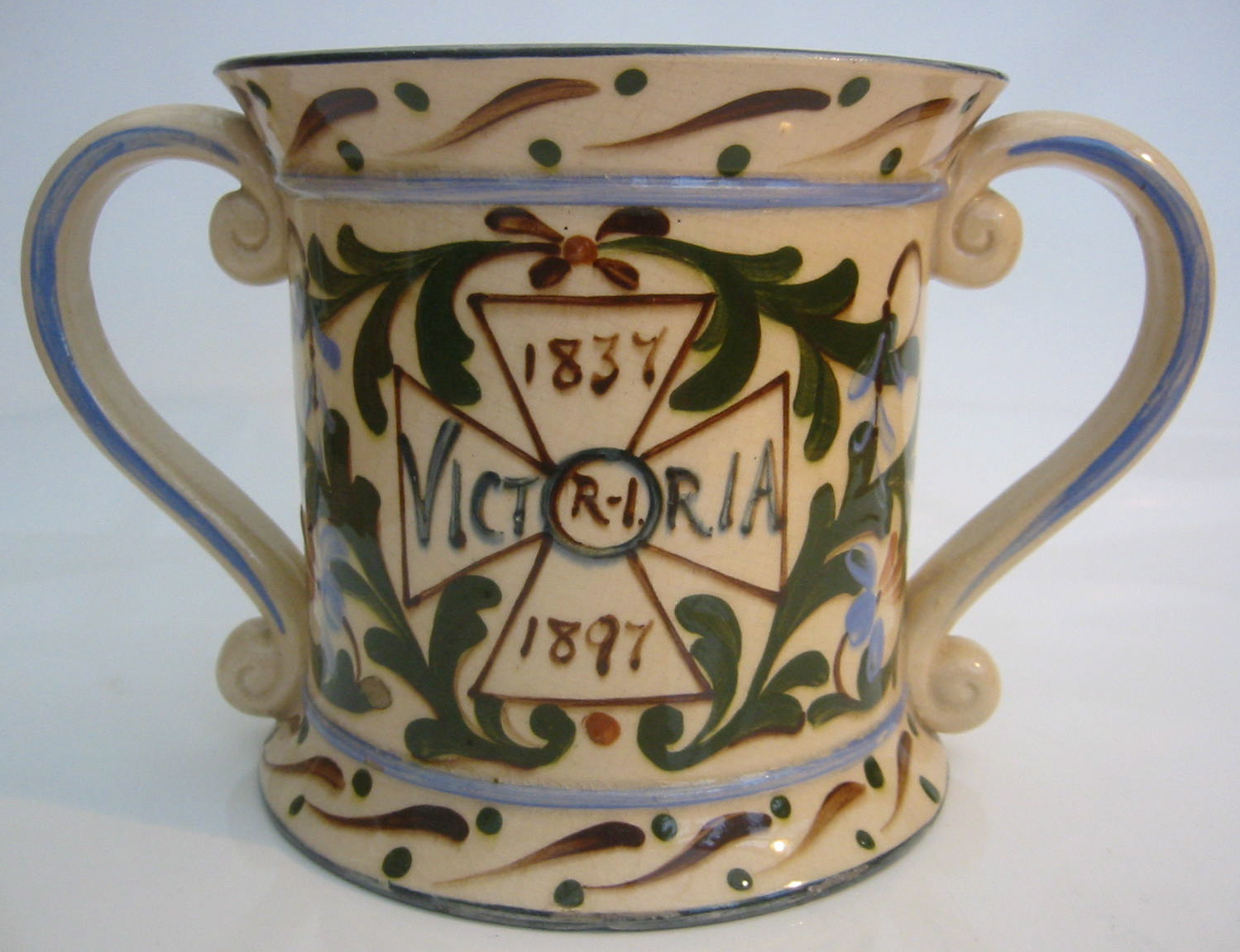
빅토리아 (영국)의 다이아몬드 주빌리의 친목의 잔

러빙 컵(loving cup), 친목의 잔 또는 화합의 잔은 두 개의 아치형 손잡이가 있는 큰 잔이다. 이는 전통적으로 결혼식과 연회에서 사용되었으며 은으로 만들어진 공용 음료 용기를 설명할 수 있다. 친목의 잔은 게임이나 대회의 우승자에게 트로피로 주어지기도 한다.

## 역사
켈트족의 콰이치와 프랑스의 쿠페 드 마리아쥬를 포함한 여러 유럽 문화에서 볼 수 있다.
러시아 브라티나("형제 컵" 또는 "형제 컵")는 연회에도 사용되는 와인잔이다. 이것은 "친목의 잔의 러시아판"으로 간주된다. 손잡이가 없는 경우가 많다.

## 같이 보기
- 국왕왕립검기병대